# تادرت (تادرت)
تادرت هي إحدى مشيخات المملكة المغربية، تتبع جغرافيا لإقليم جرسيف وإداريًا لتادرت. يقدر عدد سكانها بـ 6366 نسمة حسب الإحصاء الرسمي للسكان والسكنى لسنة 2004.